# Acacia barbertonensis
Acacia barbertonensis é uma espécie de leguminosa do gênero Acacia, pertencente à família Fabaceae.